# Anne Fletcher
Anne Fletcher (Detroit, 1 mei 1966) is een filmregisseur. Naast regisseren staat ze ook bekend vanwege de choreografie die ze verzorgde voor vele films.

## Filmografie
- The Flintstones (1994)
- The Mask (1994)
- Casper (1995)
- Buffy the Vampire Slayer (1997, televisieserie)
- George of the Jungle (1997)
- Boogie Nights (1997)
- A Life Less Ordinary (1997)
- Anastasia (1997)
- Almost Heroes (1998)
- Blast from the Past (1999)
- She's All That (1999)
- The Out-of-Towners (1999)
- Dudley Do-Right (1999)
- Judging Amy (1999, televisieserie)
- Bring It On (2000)
- Grosse Pointe (2000, televisieserie)
- The Family Man (2000)
- The Wedding Planner (2001)
- Monkeybone (2001)
- The Trumpet of the Swan (2001)
- Six Feet Under (2001, televisieserie)
- Maybe It's Me (2001, televisieserie)
- Not Another Teen Movie (2001)
- Orange County (2002)
- Showboy (2002)
- Like Mike (2002)
- The Master of Disguise (2002)
- Bringing Down the House (2003)
- Return to the Batcave: The Misadventures of Adam and Burt (2003, televisie)
- Down with Love (2003)
- Dickie Roberts: Former Child Star (2003)
- Along Came Polly (2004)
- Scooby-Doo 2: Monsters Unleashed (2004)
- Catwoman (2004)
- The Pacifier (2005)
- Ice Princess (2005)
- The Longest Yard (2005)
- The 40 Year Old Virgin (2005)
- Step Up (2006, regisseur)
- 27 Dresses (2008, regisseur)
- The Proposal (2009, regisseur)

- Biblioteca Nacional de España: XX5077253
- Bibliothèque nationale de France: cb155679302 (data)
- Gemeinsame Normdatei: 14027846X
- International Standard Name Identifier: 0000 0001 1950 4805
- Library of Congress Control Number: n2007003375
- MusicBrainz: 96c20c44-1779-4fa7-bd6d-9328998be136
- Nationale Bibliotheek van Tsjechië: xx0078340
- Nationale Bibliotheek van Polen: a0000002740461
- Nederlandse Thesaurus van Auteursnamen: 300269285
- Système universitaire de documentation: 158936124
- Virtual International Authority File: 61866844
- WorldCat: E39PBJcgtJgY8dxkbb4KYgTrbd